# 經濟部工商輔導中心

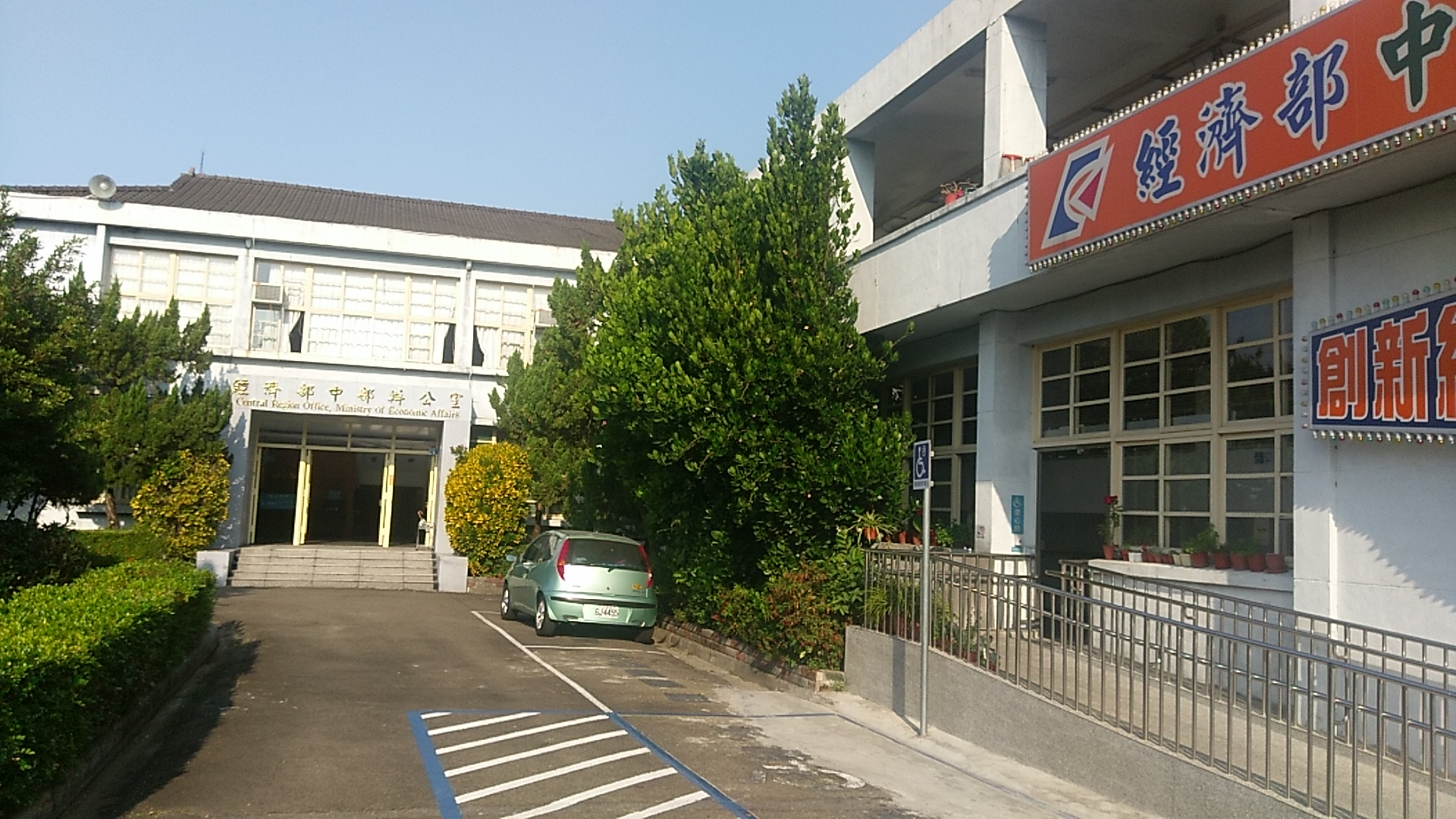
位在中興新村的經濟部中部辦公室廳舍

經濟部工商輔導中心為中華民國經濟部位在臺灣南投縣中興新村的派出單位，負責整合推動工商業輔導與管理，建立與地方政府合作平台。

## 歷史
前身為臺灣省政府所屬一級機關臺灣省政府建設廳。1999年7月1日因台灣省政府功能業務與組織調整，臺灣省政府建設廳裁撤，原有營建業務併入內政部營建署，其餘工商、礦業、水利業務由經濟部所屬機關承接，原機關廳舍改為「經濟部中部辦公室」。
2017年1月1日，公司與有限合夥名稱及所營事業預查業務，及外國公司、中國大陸公司、實收資本額未達新臺幣5億元之金門馬祖公司、有限合夥之登記及管理業務，主管機關由經濟部商業司（今經濟部商業發展署）變更為經濟部中部辦公室。
2023年9月26日新版《經濟部組織法》施行後，原公司登記等業務改回經濟部商業發展署負責、原工廠輔導等業務改由經濟部產業發展署負責，中部辦公室依據《經濟部工商輔導中心設置要點》改為「經濟部工商輔導中心」。

## 組織架構
依據《經濟部工商輔導中心設置要點》，置主任、副主任
- 總務科：文書檔案管理、事務、出納、財產管理等事項。
- 會計科：歲計、會計及統計等事項。
- 人事業務：組織編制、任免遷調、勤惰獎懲、訓練進修、退休撫恤、政風等事項。

## 建築
經濟部工商輔導中心所在建築因具省府時代之歷史意涵，為保留原風貌之完整性，南投縣政府文化局已依據《文化資產保存法》第15條暨《歷史建築登錄廢止審查及輔助辦法》第2條規定，登錄為南投縣文化資產。

## 外部連結
- 經濟部工商輔導中心 （页面存档备份，存于）（繁體中文）
- 經濟部中部辦公室(粉絲團)（繁體中文）
- 經濟部中部辦公室(樂活市集)（繁體中文）
- 經濟部的Facebook專頁